# Търпо Шалапутов
Търпо Гямов Шалапутов или Шолопутов е български и революционер, костурски районен войвода на Вътрешната македоно-одринска революционна организация.

## Биография
Роден е в 1876 година в костурското село Орман, махала на Жупанища, днес Левки, Гърция. Брат е на Христо Шалапутов, който според Васил Чекаларов е от влашки произход, но Георги Христов не споменава такъв факт. Влиза във ВМОРО. Взима участие в Илинденско-Преображенското въстание. Става четник, а по-късно войвода.
След Младотурската революция в 1908 година емигрира в САЩ. В навечерието на Балканската война в 1912 година се връща и е доброволец в Македоно-одринското опълчение на Българската армия и служи в Костурската чета.
След 1919 година се включва във възстановената ВМРО. В 1926 година влиза в Костурското околийско ръководно тяло заедно с Филиян Манчев и Лазар Воденски. В 1927 година ръководи чета от 26 души в района на Корещата, като подвойвода му е Наско Делев. Влизат в сражение с гръцки части, а на помощ им идва четата на Коце Недялков от Воденско с 22 души. В тежкото сражение загиват четирима четници, а други трима са ранени, докато гърците дават 16 убити и 24 ранени войници и жандарми. В следващите дни гръцки власти арестуват близо 300 души от Костурско, Воденско и Солунско и осъждат 112 от тях, по обвинение, че подпомагат ВМРО.
Умира в родното си село в 1939 година.